# Le Mont-Dieu
Le Mont-Dieu ist eine ehemalige französische Gemeinde mit 11 Einwohnern (Stand: 1. Januar 2022) im Département Ardennes in der Region Grand Est. Sie gehörte zum Arrondissement Sedan. Die Einwohner werden Montagnard Divins und Montagnardes Divines genannt.
Der Erlass des Präfekten vom 13. September 2024 legte mit Wirkung zum 1. Januar 2025 die Eingliederung von Le Mont-Dieu zusammen mit der früheren Gemeinde Tannay zur Commune nouvelle Tannay-le-Mont-Dieu fest. Ein Status als Commune déléguée wurde dem Ort im Gegensatz zu Tannay nicht eingeräumt.

## Geografie

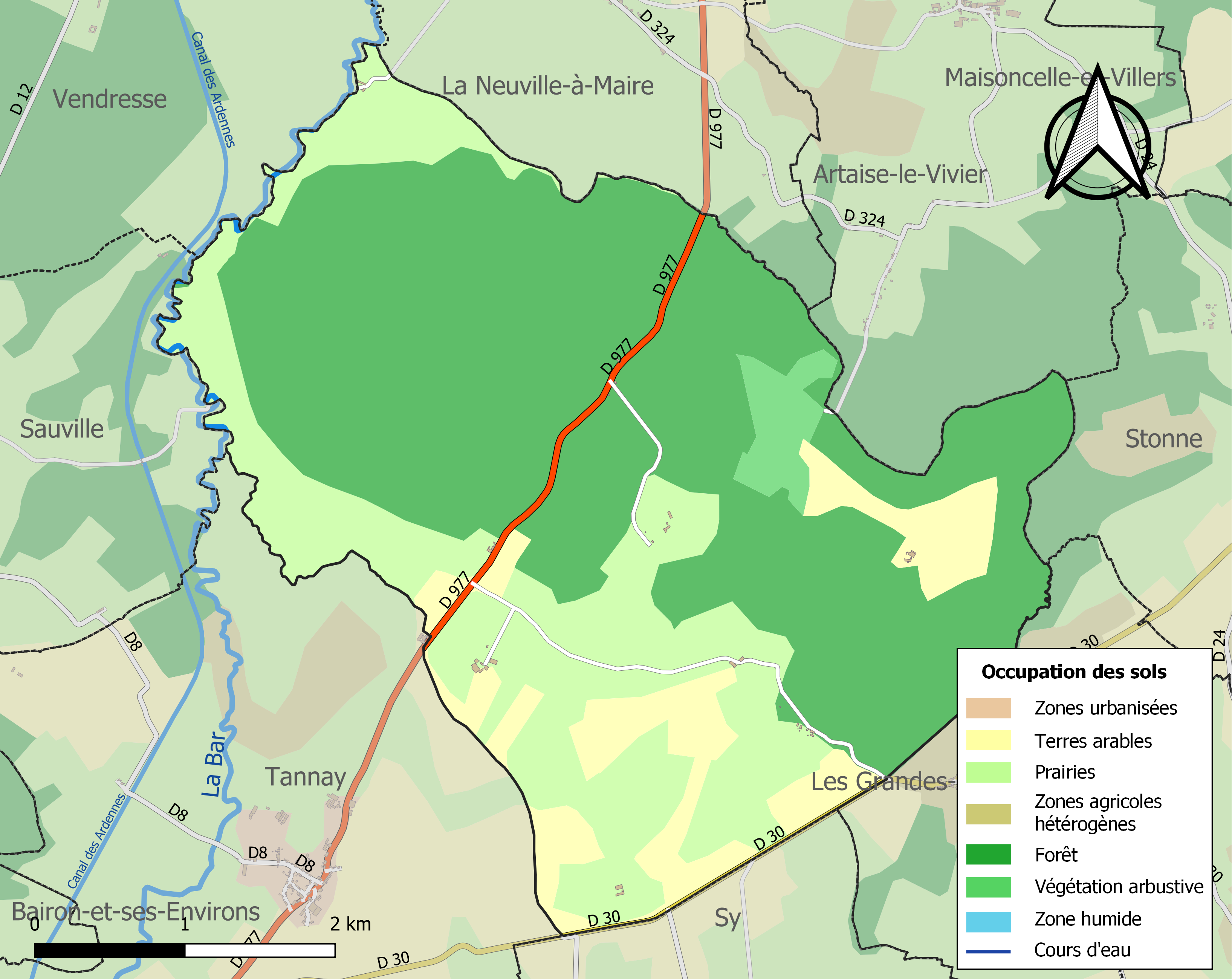
Bodennutzung, Hydrografie und Infrastruktur von Le Mont-Dieu (2018)

Le Mont-Dieu liegt etwa 18 Kilometer südsüdwestlich von Sedan und etwa 20 Kilometer nordwestlich von Vouziers inmitten der Hügelkette der Préardennaises. Das Ortsgebiet liegt im Einzugsgebiet des Rheins und wird hauptsächlich entwässert von der Bar, die es im Westen begrenzt, aber auch vom Ruisseau des Armoises, vom Ruisseau de la Forge, vom Ruisseau du Pré de la Noue und der Fosse de l’Arène. Der Ort besitzt keinen Ortskern und besteht nur aus verstreuten kleinen Weilern. Das ehemalige Bürgermeisteramt liegt auf dem namengebenden Mont-Dieu auf etwa 195 m. Die maximale Erhebung befindet sich im Osten an der Grenze zur Nachbargemeinde Stonne, die minimale Höhe von 160 m wird beim Austritt des Flusses Bar aus dem Ortsgebiet im Norden gemessen.
Teile des Gebiets von Le Mont-Dieu gehören zu den Natura-2000-Schutzgebieten „Forêt du Mont-Dieu“ (FR2100301) und „Site à chiroptères de la vallée de la Bar“ (FR2100343) sowie von zwei ZNIEFF-Naturzonen. 59 % der Fläche von Le Mont-Dieu sind bewaldet durch die Forêt domaniale du Mont-Dieu, rund 39 % werden landwirtschaftlich, hauptsächlich als Weideland, genutzt, rund 2 % entfallen auf Flächen mit Strauch- und/oder Kräutervegetation.
Umgeben wird Le Mont-Dieu von den Nachbargemeinden La Neuville-à-Maire im Norden, Artaise-le-Vivier im Nordosten, Stonne im Osten, Les Grandes-Armoises im Osten und Südosten und Sy im Süden, dem Ortsteil Tannay im Südwesten sowie den Nachbargemeinden Sauville im Westen und Vendresse im Nordwesten.

## Bevölkerungsentwicklung
| Jahr                       | 1962 | 1968 | 1975 | 1982 | 1990 | 1999 | 2006 | 2013 | 2020 |
| Einwohner                  | 56   | 42   | 34   | 27   | 29   | 24   | 27   | 16   | 14   |
| Quellen: Cassini und INSEE |      |      |      |      |      |      |      |      |      |

## Sehenswürdigkeiten
- Schloss La Barbière
- Ehemalige Kartause Notre-Dame aus dem 17. Jahrhundert, seit 1927 in Teilen als Monument historique eingeschrieben, seit 1946 in restlichen Teilen klassifiziert
- Wehrhof Maison à Bar der Kartause aus der ersten Hälfte des 17. Jahrhunderts, seit 1926 als Monument historique eingeschrieben

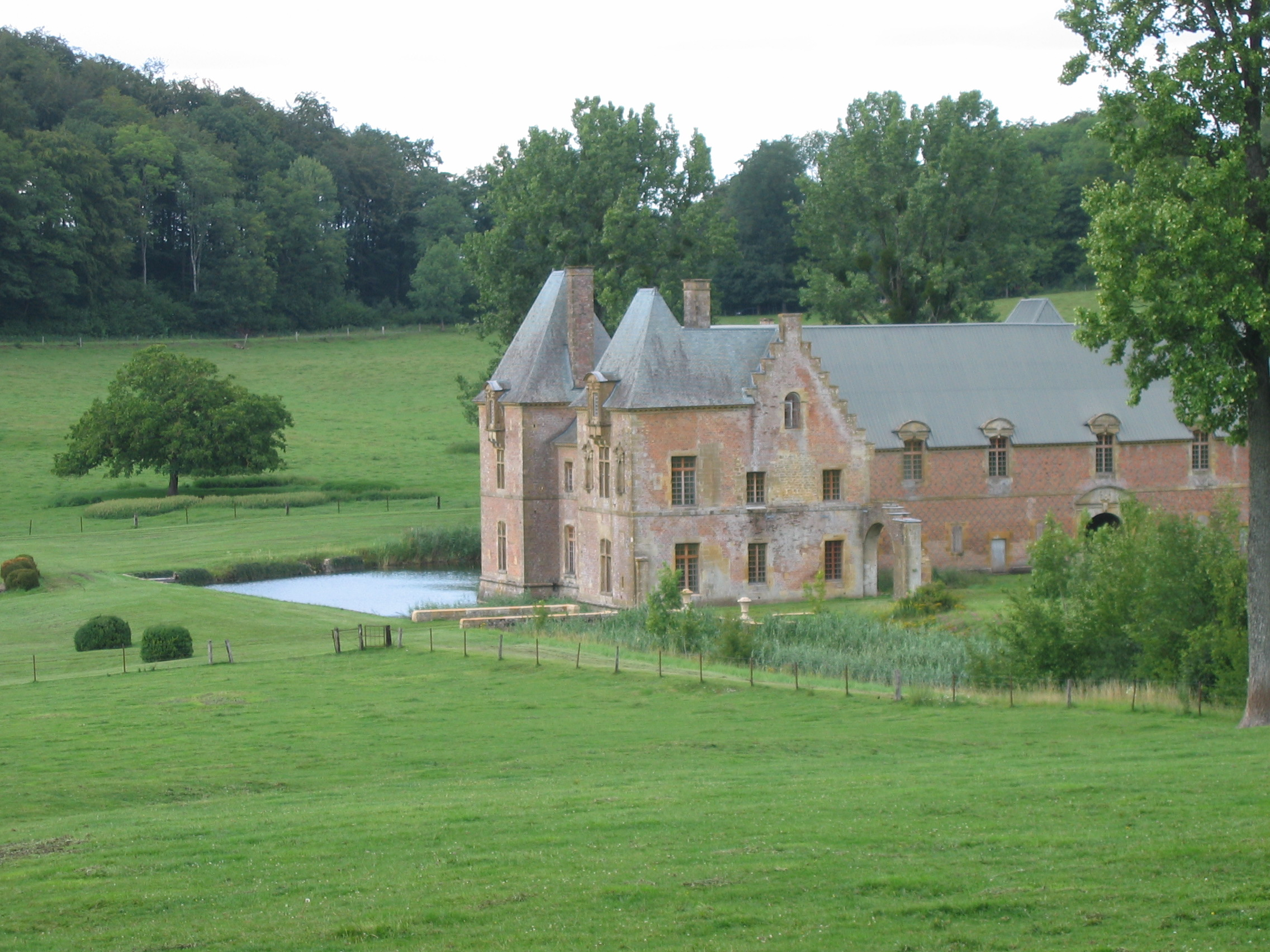
Ehemalige Kartause
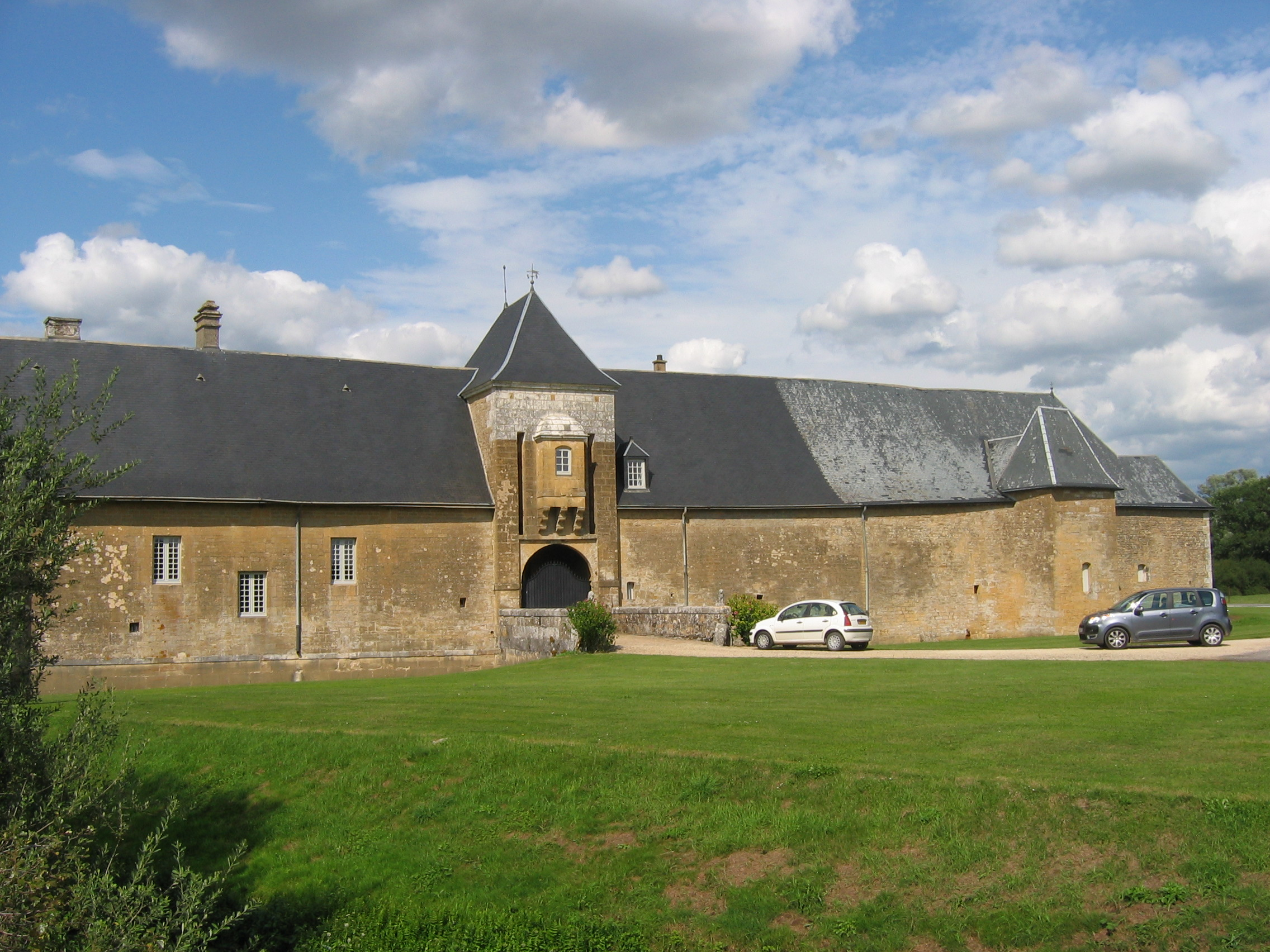
Wehrhof Maison à Bar

## Persönlichkeiten
- Albert-Félix de Lapparent (1905–1975), französischer Priester, Geologe und Paläontologe, geboren in Le Mont-Dieu